# ایلین اسل
ایلین اسل (انگلیسی: Eileen Essell؛ ۸ اکتبر ۱۹۲۲ – ۱۵ فوریه ۲۰۱۵) یک هنرپیشه اهل بریتانیا بود.
از فیلم‌ها یا برنامه‌های تلویزیونی که وی در آن نقش داشته است می‌توان به دوپلکس، در جستجوی ناکجاآباد، چارلی و کارخانه شکلات‌سازی، علی جی اینداهوس و تهیه‌کنندگان اشاره کرد.